# 萊點 (阿拉斯加州)
萊點（英語：Point Lay）是位於美國阿拉斯加州北坡自治市鎮的一個非建制地區和人口普查指定地區。根據2010年美國人口普查，該地人口為189人，而該地的面積約為89.00平方千米。

## 地理
萊點的座標為69°44′28″N 163°00′31″W / 69.74111°N 163.00861°W，而該地的平均海拔高度為8米（即26英尺）。